# تيد كولينز
تيد كولينز (بالإنجليزية: Ted Collins)‏ (1 يناير 1882 بولفرهامبتن في المملكة المتحدة - 1 يناير 1955) هو لاعب كرة قدم بريطاني (وحمل سابقاً جنسية المملكة المتحدة لبريطانيا العظمى وأيرلندا) في مركز الدفاع.